# Comuna Kraljevec na Sutli, Krapina-Zagorje
Kraljevec na Sutli este o comună în cantonul Krapina-Zagorje, Croația, având o populație de 1.727 de locuitori (2011).

## Demografie
Componența etnică a comunei Kraljevec na Sutli
     Croați (98,84%)
     Necunoscut (0,35%)
     Neclasificat (0,64%)
Componența confesională a comunei Kraljevec na Sutli
     Catolici (98,55%)
     Necunoscută (0,87%)
     Alte religii (0,58%)
Conform recensământului din 2011, comuna Kraljevec na Sutli avea 1.727 de locuitori. Din punct de vedere etnic, majoritatea locuitorilor (98,84%) erau croați. Apartenența etnică nu este cunoscută în cazul a 0,35% din locuitori. Din punct de vedere confesional, majoritatea locuitorilor (98,55%) erau catolici. Pentru 0,87% din locuitori nu este cunoscută apartenența confesională.